# Макгоуэн, Роуз
Ро́уз Ариа́нна Макго́уэн (англ. Rose Arianna McGowan; род. 5 сентября 1973, Флоренция, Италия) — американская актриса, режиссёр и певица. Известна по роли Пейдж Мэтьюс в телесериале «Зачарованные», в котором снималась с 2001 по 2006 годы. В 2005 году она сыграла роль Энн-Маргрет в биографическом мини—сериале «Элвис», который получил множество наград и номинаций. Также известна по ролям в фильмах «Поколение DOOM», «Крик», «Грайндхаус», «Королевы убийства», «Пятьдесят мертвецов», «Конан» и «Планета страха».

## Ранние годы
Роуз Макгоуэн родилась и некоторое время жила во Флоренции, у неё ирландские и французские корни. Воспитывалась в секте «Дети Бога». Когда Макгоуэн исполнилось 10 лет, семья сбежала из секты в США. После развода родителей один из многочисленных любовников матери убедил её, что дочь — наркоманка. В 14 лет Макгоуэн была помещена в наркологическую клинику. Впоследствии она оттуда сбежала к бабушке. Через год ушла из дома и начала встречаться с парнем, но тот погиб, и Макгоуэн осталась одна.

## Карьера
Макгоуэн дебютировала в кино в 1992 году в фильме «Парень из Энсино». Она получила признание критиков за свою роль в фильме «Поколение DOOM» 1995 года, за что была номинирована на премию «Независимый дух». Год спустя она снялась в фильме «Крик». Она была лицом американской линии одежды «Bebe» с 1998 по 1999 год.
Макгоуэн большую часть девяностых потратила на съёмки в независимом кино, играя в основном главные роли странных женщин. Её роль в фильме «Королевы убийства» в 1999 году принесла ей номинацию на премию MTV Movie Awards в категории «Лучший злодей».
В 2001 году Макгоуэн получила роль Пейдж Мэтьюс, сменив Шеннен Доэрти и войдя в актёрский состав сериала «Зачарованные» вместе с Холли Мари Комбс и Алиссой Милано. В 2005 году получила премию в номинации «Лучшая сестра» за роль в «Зачарованных».
Во время работы в сериале она также играла в других проектах, самые известные из которых роль Энн-Маргрет в мини-сериале «Элвис: Ранние годы», а также появилась в фильме Брайана Де Пальмы «Чёрная орхидея».
В 2007 году Макгоуэн сыграла в фильмах Квентина Тарантино и Роберта Родригеса «Грайндхаус», «Доказательство смерти» и «Планета страха». Кинокритики благоприятно отнеслись к новым ролям актрисы. В 2008 году она снялась в фильме «Пятьдесят мертвецов», а в 2009 была приглашённой звездой в пяти эпизодах телесериала «Части тела».
После небольшого перерыва в карьере из-за автомобильной аварии 2007 года, впоследствии которой актриса проходила длительный курс восстановления и прибегала к услугам пластических хирургов для восстановления своего лица, она сыграла роль-камео в фильме «Мачете», однако сцена с ней была вырезана из итоговой версии фильма.
В 2011 году она сыграла роль главной злодейки в блокбастере «Конан». Роль изначально предполагалась для мужчины, но актриса настолько понравилась продюсерам, что сценаристы специально переписали её под МакГоуэн. Вернулась на телевидение в качестве приглашённой звезды в эпизоде сериала «Закон и порядок: Специальный корпус».

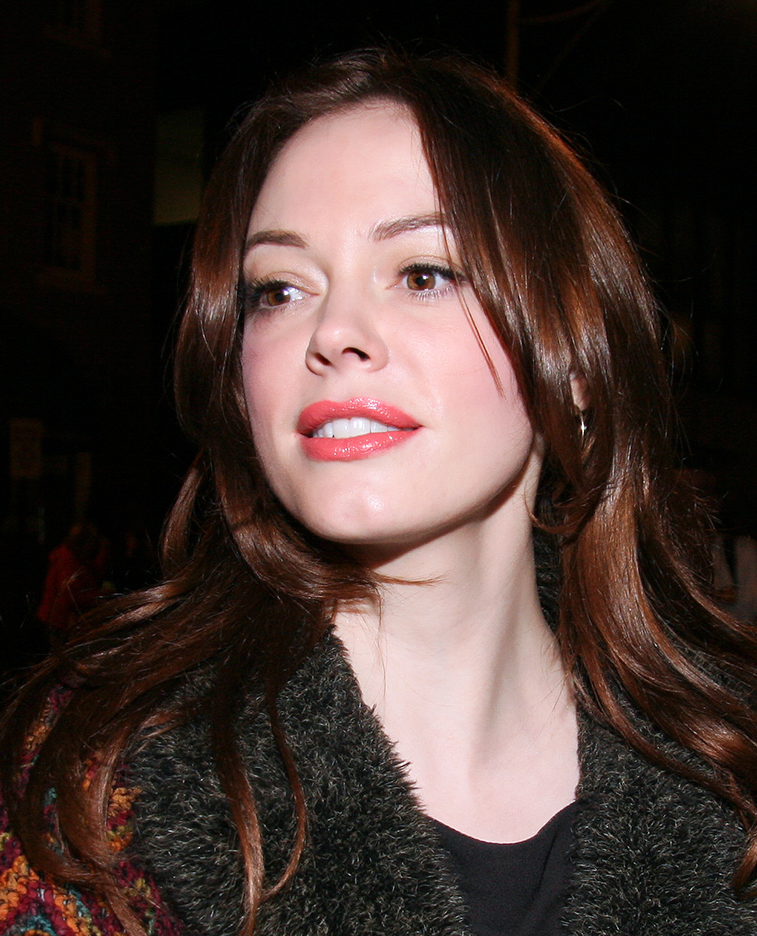
Макгоуэн в 2008 году

Снялась в психологическом триллере «Бульвар страха» режиссёра Виктора Сальва, который был выпущен в прокат в 2012 году. Снялась в главной роли в телевизионном биографическом телефильме «Жена пастора». В 2013 году была приглашённой звездой в одном из эпизодов сериала «Однажды в сказке», где исполнила роль злодейки Коры, матери Злой Королевы (Лана Паррия) в молодости. В 2014 году стало известно, что Макгоуэн присоединилась к основному актёрскому составу третьего сезона телесериала «Избранный». Вновь снялась в роли молодой Коры в одном из эпизодов третьего сезона сериала «Однажды в сказке».
В 2014 году Макгоуэн выступила в качестве режиссёра короткометражного фильма «Рассвет», который рассказывает о судьбе подростка, попытавшегося уйти из-под родительской опеки во времена президентства Кеннеди. За режиссёрский дебют Макгоуэн была удостоена премии американского кинофестиваля «Сандэнс-2014», который прошёл в январе 2014 года. Её фильм получил значительное освещение в прессе и её стиль повествования критики сравнивали с работами Дугласа Сирка и Дэвида Линча. Макгоуэн в итоге решилась выпустить фильм в прокат в Лос-Анджелесе осенью 2014 года, чтобы он мог соревноваться в номинации на премию «Оскар» за лучший игровой короткометражный фильм. Тем не менее фильм не попал в шорт-лист номинантов на премию. Макгоуэн также объявила, что разрабатывает сразу три полнометражных кинофильма, в которых планирует выступить режиссёром.
В конце 2014 года Макгоуэн стала прототипом персонажа Лилит Свон из компьютерной игры «Call of Duty: Advanced Warfare» (в игровом режиме «Экзо-зомби»), для которой записала реплики, а также стала прототипом для её внешности.
В январе 2015 года кинокомпании «Tangerine Entertainment» и «Sundial Pictures» наняли Роуз в качестве режиссёра для полнометражного триллера «Сосны». Триллер станет первой полноценной режиссёрской работой для актрисы.

## Музыкальная карьера
В 1999 году, в период отношений с Мэрилином Мэнсоном, снялась в его музыкальном клипе на сингл «Coma White», а также выступила в качестве бэк-вокалистки в песне «Posthuman».
Макгоуэн записала несколько саундтреков. В 2002 и 2006 годах для сериала «Зачарованные»: кавер на песню Пегги Ли «Fever» и дуэтный трек с диджеем BT «Superfabulous», вошедший в трек-лист последнего официального сборника саундтреков к сериалу. Записала три саундтрека к «Планете страха».
В 2014 году Макгоуэн изъявила желание записать дебютный музыкальный альбом и официально начать карьеру певицы. 25 августа 2014 года вышел клип британской певицы Charli XCX на сингл «Break the Rules», в котором Макгоуэн появилась в образе учительницы.
21 сентября 2015 года состоялся релиз первого сингла и одноимённого клипа из грядущего альбома Роуз под названием «RM486».

## Личная жизнь
С ноября 1997 года по 18 января 2001 года Роуз Макгоуэн встречалась с Мэрилином Мэнсоном. Причины расставания не были известны до 2015 года, когда Макгоуэн заявила, что пара вынуждена была расстаться из-за пристрастия Мэнсона к кокаину. В 2001 году встречалась с Кипом Парду, но тот поступил в Йельский университет, и пара рассталась. В этом же году Макгоуэн встретила Ахмета Заппу (сын Фрэнка Заппы), с которым встречалась больше года, в 2002 году пара распалась. В период с 2002 по 2005 год встречалась с Дэвидом Зинцеско, однако и эти отношения закончились. В начале 2007 года пошли слухи, что у Макгоуэн и Роберта Родригеса роман, в мае этого же года всё подтвердилось, даже было объявлено о помолвке, но 2 октября 2009 года было официально заявлено, что помолвка расторгнута.
В 2007 году актриса попала в дорожно-транспортное происшествие, стёкла от очков повредили ей глаз и часть лица, после этого перенесла несколько пластических операций на лице. Изменения небольшие, но заметные для тех, кто знал и видел актрису до аварии. Живёт в Лос-Анджелесе. С 12 октября 2013 года Макгоуэн была замужем за художником Дейви Дитейлом, с которым она встречалась год до их свадьбы. 1 мая 2015 года они расстались, а 1 февраля 2016 года Макгоуэн подала на развод. Развод был окончательно оформлен в ноябре 2016 года.
С 1998 по 1999 годы Макгоуэн была лицом компании, выпускающей одежду Bebe. Снялась для обложек таких популярных журналов как Maxim, Seventeen, Интервью, GQ. Была награждена «титулами» самой сексуальной женщины по мнению журналов: Maxim, FHM, Stuff, Blender.
1 марта 2019 года Макгоуэн заявила, что однажды перенесла аборт после того, как противозачаточные таблетки дали сбой.

### Скандал с Вайнштейном и проблемы с законом
Макгоуэн стала одной из первых голливудских актрис, обвинивших известного американского продюсера Харви Вайнштейна в неоднократных сексуальных домогательствах и изнасиловании на заре её актёрской карьеры. По словам актрисы, представители Вайнштейна предлагали ей 1 млн долларов за неразглашение информации, отказавшись от сделки, Макгоуэн рассказала прессе, что была изнасилована продюсером в 1997 году на кинофестивале «Сандэнс» и получила от него 100 тыс. долларов за молчание. Бывший жених Макгоуэн, Роберт Родригес, снявший её в фильме «Грайндхаус» назло Вайнштейну, считает, что скандал актрисы с насильником стал главной причиной провала его проекта. Он знал об инциденте 1997 года и понимал, что путь Макгоуэн в большое кино, к которому хоть как-то причастна компания Вайнштейна, заказан.
История стала набирать новые обороты, когда стало известно, что полиция получила ордер на арест Макгоуэн ещё 1 февраля 2017 года. Актрису подозревают в хранении и употреблении наркотиков: в салоне самолёта «United Airlines» были оставлены личные вещи Макгоуэн со следами кокаина. 14 ноября актриса лично сдалась властям и была арестована, но тут же выпущена под залог в 5 тыс. долларов.. Сама Роуз Макгоуэн опровергает обвинения и считает, что дело сфабриковано Харви Вайнштейном в отместку за признания актрисы.
7 февраля 2018 года стало известно, что экс-менеджер Роуз Макгоуэн Джилл Мессик покончила жизнь самоубийством. Семья связывает это самоубийство со скандалом, развернувшимся с Вайнштейном. Тот факт, что пятидесятилетняя Мессик, страдавшая биполярным расстройством и боровшаяся с депрессией, появилась на первых полосах СМИ в разгоревшемся скандале Роуз Макгоуэн и Харви Вайнштейна, мог стать возможным поводом для самоубийства.

## Фильмография

### Фильмы
| Год  | Название на русском   | Название на английском | Роль           | Примечания |
| ---- | --------------------- | ---------------------- | -------------- | --- |
| 1992 | Парень из Энсино      | Encino Man             | Нора           | |
| 1995 | Поколение DOOM        | The Doom Generation    | Эмми Блю       | Премия «Независимый дух» за лучший дебют                                                                                         |
| 1996 | Био-Дом               | Bio-Dome               | Дениз          | |
| 1996 | Наедине с убийцей     | Kiss & Tell            | Жасмин Хойл    | |
| 1996 | Крик                  | Scream                 | Тейтум Райли   | |
| 1997 | «Нигде»               | Nowhere                | Камео          | |
| 1997 | Попутчики             | Going All the Way      | Гейл Энн Тейер | |
| 1997 | Опасное трио          | Lewis & Clark & George | Джорджия       | |
| 1997 | Семя                  | Seed                   | Мириам         | |
| 1998 | Фантомы               | Phantoms               | Лайза Пайли    | |
| 1998 | Софи                  | Southie                | Кэтти Куинн    | |
| 1998 | Дьявол во плоти       | Devil in the Flesh     | Дебби Стрэнд   | |
| 1999 | Королевы убийства     | Jawbreaker             | Кортни Шейн    | Номинация — Кинонаграда MTV лучшему кинозлодею                                                                                   |
| 1999 | Спящие красавицы      | Sleeping Beauties      | Шо Бло         | |
| 2000 | К бою готовы          | Ready to Rumble        | Саша           | |
| 2000 | Конечная остановка    | The Last Stop          | Нэнси          | |
| 2001 | Неистовые сердца      | Strange Hearts         | Мойра Кеннеди  | |
| 2001 | Обезьянья кость       | Monkeybone             | Мисс Китти     | |
| 2002 | Вакуум                | Stealing Bess          | Дебби Динсдейл | |
| 2006 | Чёрная орхидея        | The Black Dahlia       | Шерил          | |
| 2007 | Доказательство смерти | Death Proof            | Памела         | |
| 2007 | Планета страха        | Planet Terror          | Черри Дарлинг  | Специальная премия Международного кинофестиваля в Сан-Франциско Номинация — Премия «Сатурн» за лучшую женскую роль второго плана |
| 2008 | Пятьдесят мертвецов   | Fifty Dead Men Walking | Грейс Стеррин  | |
| 2010 | Мачете                | Machete                | Бутс Маккой    | сцены вырезаны при монтаже |
| 2011 | Конан                 | Conan                  | Марика         | |
| 2011 | Бульвар страха        | Rosewood Lane          | Сонни Блэк     | |
| 2011 | Очень плохая училка   | Bad Teacher            |                | камео |
| 2014 | Доун                  | Dawn                   |                | Режиссёр Номинация — Большой приз жюри кинофестиваля «Сандэнс» за лучший короткометражный фильм                                  |
| 2016 | Сердце-обличитель     | The Tell-Tale Heart    | Ариэль         | |
| 2017 | Звук                  | The Sound              |                | |

### Телевидение
| Год        | Название на русском                 | Название на английском            | Роль               | Примечания   |
| ---------- | ----------------------------------- | --------------------------------- | ------------------ | ------------ |
| 2001—2006  | Зачарованные                        | Charmed                           | Пейдж Мэтьюс       | 112 эпизодов |
| 2005       | Элвис. Ранние годы                  | Elvis                             | Энн-Маргрет        | Мини-сериал  |
| 2009       | «Части тела»                        | Nip/Tuck                          | Доктор Теодора Роу | 5 эпизодов   |
| 2011       | Закон и порядок: Специальный корпус | Law & Order: Special Victims Unit | Кассандра Дэвин    | 1 эпизод     |
| 2011       | Жена пастора                        | The Pastor’s Wife                 | Мэри Винклер       | Телефильм    |
| 2013, 2014 | Однажды в сказке                    | Once Upon a Time                  | Молодая Кора       | 2 эпизода    |
| 2014—2016  | Избранный                           | Chosen                            | Джоси Акоста       | 12 эпизодов  |

### Музыкальное видео
| Год  | Клип    | Режиссёр      | Альбом |
| ---- | ------- | ------------- | ------ |
| 2015 | «RM486» | Юнас Окерлунд | «TBA»  |